# Ісаково (Себезький район)
Ісаково (рос. Исаково) — присілок в Себезькому районі Псковської області Російської Федерації.
Населення становить 175 осіб. Входить до складу муніципального утворення Красноармейська волость.

## Історія
Від 2015 року входить до складу муніципального утворення Красноармейська волость.

## Населення
| 2001 | 2002 | 2010 |
| ---- | ---- | ---- |
| 219  | ↘212 | ↘175 |